# أوين تومسون
أوين تومسون (بالإنجليزية: Owen Thompson)‏ هو سياسي بريطاني، ولد في 17 مارس 1978 في المملكة المتحدة. حزبياً، نشط في الحزب القومي الاسكتلندي. وقد في الانتخابات العامة في المملكة المتحدة 2015، انتخب عضو برلمان المملكة المتحدة الـ56 عن دائرة ميدلوذيان وقد انضم خلال فترته النيابية ‏ (8 مايو 2015 – 3 مايو 2017)  للكتلة البرلمانية الحزب القومي الاسكتلندي.

## وصلات خارجية
- الموقع الرسمي